# Isaak Gottlieb Walther
Isaak Gottlieb Walther (* 11. Oktober 1738 in Bern; † 10. Dezember 1805 ebenda) war ein Schweizer Jurist und Historiker.
Walther war von 1778 bis 1788 Rechtsprofessor in Bern. In seinem Hauptwerk, einer bernischen Rechtsgeschichte, demontierte er «die Vorstellung der uraristokratischen Grundverfassung Berns».